# ンドラ (小惑星)
ンドラ (1634 Ndola) は小惑星帯に位置する小惑星。
1935年、シリル・ジャクソンが南アフリカ連邦（現在の南アフリカ共和国）ヨハネスブルグのユニオン天文台で発見した。

## 名称
ザンビアの都市ンドラに因む。ンドラは、ザンビアとコンゴ民主共和国にまたがる銅山地帯カッパーベルトに位置する鉱山都市である。命名は1980年2月の小惑星回報で公表された。
この時の小惑星回報では、1930年代にジャクソンがヨハネスブルクで発見した小惑星のうち16個（共同発見1個を含む）に対して、アフリカの地名に因んだ命名が行われている。この中には、カッパーベルトのコンゴ民主共和国側のカタンガ州に因んだ (1817) カタンガ や、銅の積出港であるアンゴラの港町に因んだ (1784) ベンゲラ などが含まれる。